# Bromeliafamilie
De bromeliafamilie (Bromeliaceae) is een familie van eenzaadlobbige planten. De familie ontleent zijn naam aan het geslacht Bromelia. Het zijn vaak epifytische en epilitische planten die vanwege de fraaie bloemen ook wel als kamerplant gekweekt worden, onder de algemene naam bromelia. De bekendste vertegenwoordiger is toch wel de ananas (Ananas comosus). Vaak wordt de familie onderverdeeld in drie onderfamilies: Bromelioideae, Pitcairnioideae en Tillandsioideae.

## Beschrijving
Bromelia's zijn een sterk gevarieerde groep van organismen, aangepast aan een aantal klimaten. Het blad heeft veel verschillende vormen, van dunne naalden tot breed en plat, symmetrisch of onregelmatig, puntig of zacht. De bladeren groeien meestal in een rozet. Veel bromelia's slaan water op in een soort vijvertje middenin hun rozet, een phytotelma genoemd, maar er zijn ook geslachten zoals de wortelloze, grijsbladige Tillandsia die alleen via het blad water opneemt en de succulente soorten die in de woestijn voorkomen. Wortelvormen variëren naargelang van het soort plant. Terrestrische soorten zoals Ananas comosus en Puya chilensis hebben complexe systemen die water en voedingsstoffen verzamelen via de wortels, terwijl epifytische en epilitische bromelia's zich alleen met draad-achtige wortels hechten aan bomen of rotsen.
Veel cultivars hebben bonte bladeren met groene, paarse, rode, gele, witte en crème kleuren. De bloeiwijzen van bromelia's zijn ook beschouwd als aanzienlijk diverser dan die van enige andere plantenfamilie. Sommige bloempieken kunnen een hoogte van 10 meter bereiken, terwijl anderen slechts bloemen hebben van enkele millimeters. Sommige bromelia's zijn licht geurend terwijl anderen sterk geurend zijn. De geur van de bloemen van Tillandsia cyanea lijkt op die van kruidnagel. De grootste bromelia is Puya raimondii (ter grootte van een boom) en de langste het Spaans mos (Tillandsia usneoides).

## Verspreiding
De bromeliafamilie is alom vertegenwoordigd in het natuurlijke verspreidingsgebied in Amerika. Bromelia's horen thuis in de tropische en subtropische gebieden van Zuid-, Midden- en Noord-Amerika. Zij kunnen gevonden worden op een hoogte van zeeniveau tot 4200 meter hoogte, van woestijnen tot regenwouden. Ongeveer de helft van de soorten zijn epifytisch, sommige zijn lithofytisch, en sommige zijn terrestrisch. Dergelijke planten kunnen worden gevonden in de Andes-hooglanden, van het noorden van Chili tot Colombia, in de Peruaanse kust-woestijnen, in de nevelwoud regio's van Zuid- en Centraal-Amerika, en in het tropische klimaat van de regio Florida. Slechts één soort (Pitcairnia feliciana) wordt gevonden in West-Afrika. Deze stamt waarschijnlijk af van zaden die door trekvogels verspreid zijn.

## Geschiedenis
Bromelia's zijn een van de meer recente plantgroepen die zijn ontstaan in het einde van het Krijt, ruim 65 miljoen jaar geleden. Fossiele bromelia's zijn gedateerd op 30 miljoen jaar geleden. Het grootste aantal primitieve soorten wordt in de hoge Andes van Zuid-Amerika gevonden. De West-Afrikaanse soort Pitcairnia feliciana is de enige bromelia die niet inheems is in Amerika en verondersteld wordt Afrika te hebben bereikt via langeafstandsversnippering ongeveer 12 miljoen jaar geleden.
Mensen gebruiken bromelia's al duizenden jaren. De Inca's, Azteken, Maya's en anderen gebruikten ze uitgebreid voor voedsel, bescherming, vezels en ceremonies, net zoals ze vandaag de dag nog steeds worden gebruikt. Europese interesse begon toen de Spaanse veroveraars terugkwamen met de ananas, die werd zo populair als een exotische vrucht dat het beeld van de ananas snel werd ingepast in de Europese kunst en beeldhouwkunst. In 1776 werd de soort Guzmania lingulata geïntroduceerd in Europa, dit veroorzaakte een sensatie bij de tuinders die nog nooit een dergelijke plant hadden gezien. In 1828 werd Aechmea fasciata ingevoerd in Europa, gevolgd door Vriesea splendens in 1840. Deze planten werden zo succesvol dat ze nog steeds een van de meest geteelde bromelia-soorten zijn.
In de jaren 1800 begonnen kwekers in België, Frankrijk en Nederland planten te kruisen voor de groothandel. Veel exotische cultivars werden geproduceerd tot de Eerste Wereldoorlog, waarin kruisprogramma's stopten, wat leidde tot het verlies van sommige cultivars. De planten ervoeren een toename in populariteit na de Tweede Wereldoorlog. Sindsdien hebben de Nederlandse, Belgische en Noord-Amerikaanse kwekerijen een uitgebreide kweek van bromelia's.

## Teelt en gebruik

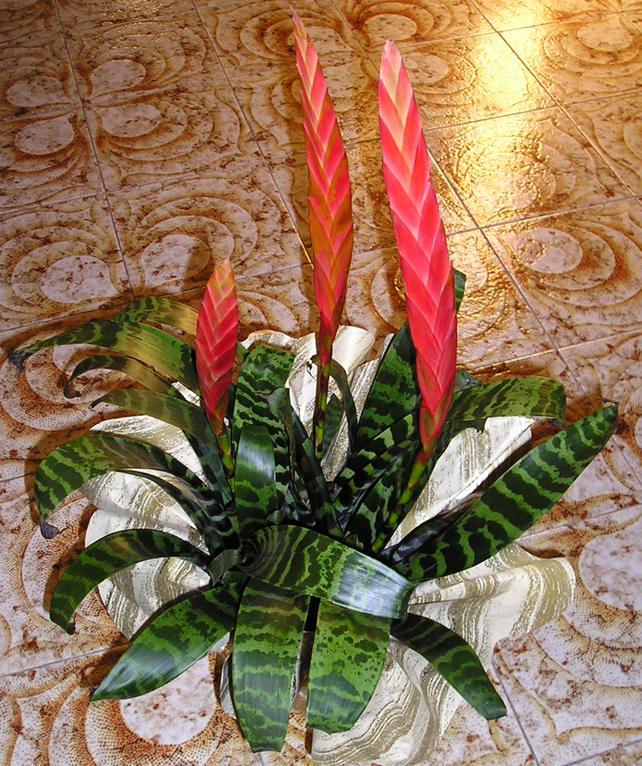
Vriesea splendens is een veel geteelde kamerplant.

De ananas wordt gekweekt vanwege de eetbare vruchten. Het geslacht Bromelia is het enige andere bromeliageslacht met eetbare vruchten. De vruchten smaken een beetje naar ananas, maar worden als minder lekker ervaren en er zitten niet veel vruchten aan de planten. Ananaskernen zijn een bron van het eiwitsplitsende enzym bromelaïne, gebruikt om vlees malser te maken. Omdat verse ananas ook bromelaïne bevat, kan het niet gebruikt worden in gerechten met gelatine omdat het enzym de eiwitten (en dus de gelatine) afbreekt.

Tevens worden verschillende soorten waaronder Neoglaziovia variegata, een rietachtige plant waarvan de bladeren tot 1,2 meter lang zijn, gecultiveerd als een bron van vezels. Ze bevatten een vezel bekend als caroa, die wordt gebruikt voor het maken van touw, stof, netten en verpakkingsmateriaal.
Spaans mos (Tillandsia usneoides) bevat een harde, draderige kern die ooit werd gebruikt als materiaal voor de opvulling van bekleding. Vele andere bromelia's zijn populaire siergewassen, die zowel worden gekweekt als kamerplant in gematigde streken en als tuinplant in warmere streken.
In een toenemend aantal tropische landen is de bromelia als tuinplant op zijn retour, omdat de ziektenverspreidende tijgermug aan het water in een bromelia voldoende heeft om zich voort te planten.

## Geslachten
| Onderfamilies | Onderfamilies | Onderfamilies | Onderfamilies |
| Bromelioideae | Bromelioideae | Pitcairnioideae | Tillandsioideae |
| --- | --- | --- | --- |
| - Acanthostachys - Aechmea - Ananas - Androlepis - Araeococcus - Billbergia - Bromelia - Canistropsis - Canistrum - Cryptanthus - Deinacanthon - Disteganthus - Edmundoa - Fascicularia - Fernseea - Greigia | - Hohenbergia - Hohenbergiopsis - Lymania - Neoglaziovia - Neoregelia - Nidularium - Ochagavia - Orthophytum - Portea - Pseudaechmea - Pseudananas - Quesnelia - Ronnbergia - Ursulaea - Wittrockia | - Ayensua - Brewcaria - Brocchinia - Connellia - Cottendorfia - Deuterocohnia - Dyckia - Encholirium - Fosterella - Hechtia - Lindmania - Navia - Pepinia - Pitcairnia - Puya - Steyerbromelia | - Alcantarea - Catopsis - Glomeropitcairnia - Guzmania - Mezobromelia - Racinaea - Tillandsia - Vriesea - Werauhia |

## Enkele soorten
- Alcantarea imperialis
- Ananas comosus (Ananas)
- Pitcairnia feliciana
- Puya chilensis
- Puya raimondii
- Tillandsia usneoides (Spaans mos)
- Tillandsia cyanea

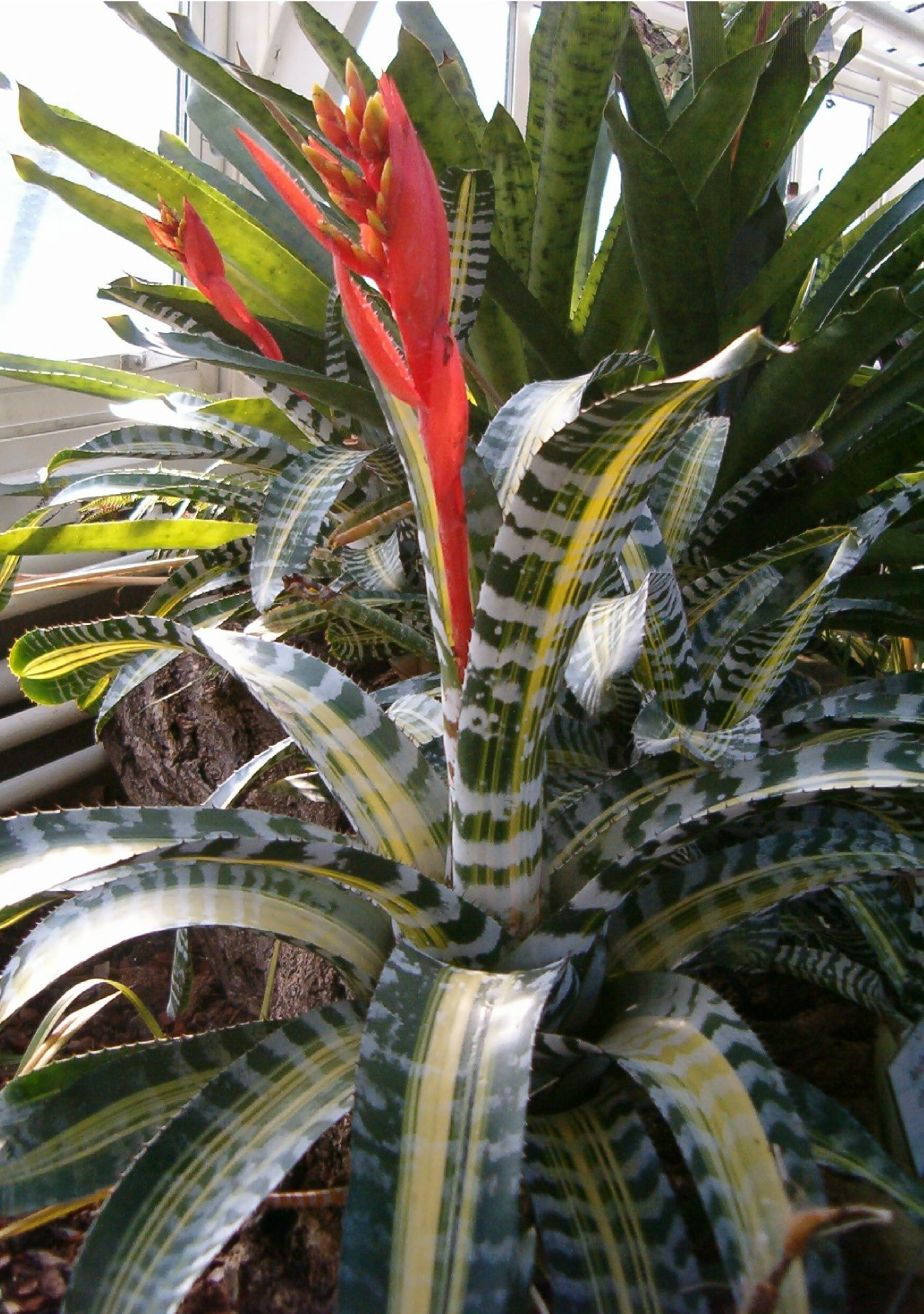
Aechmea chantinii
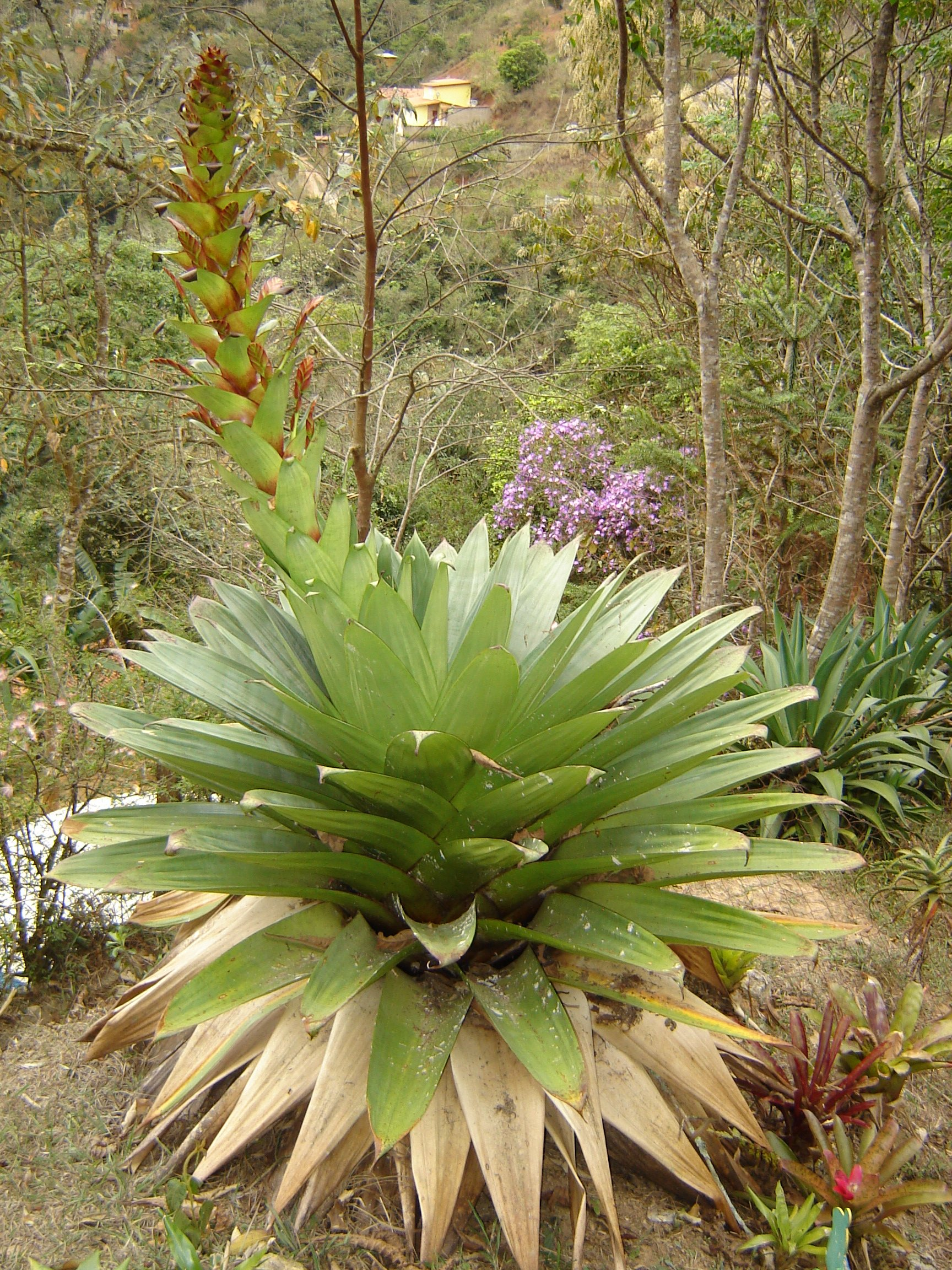
Alcantarea imperialis
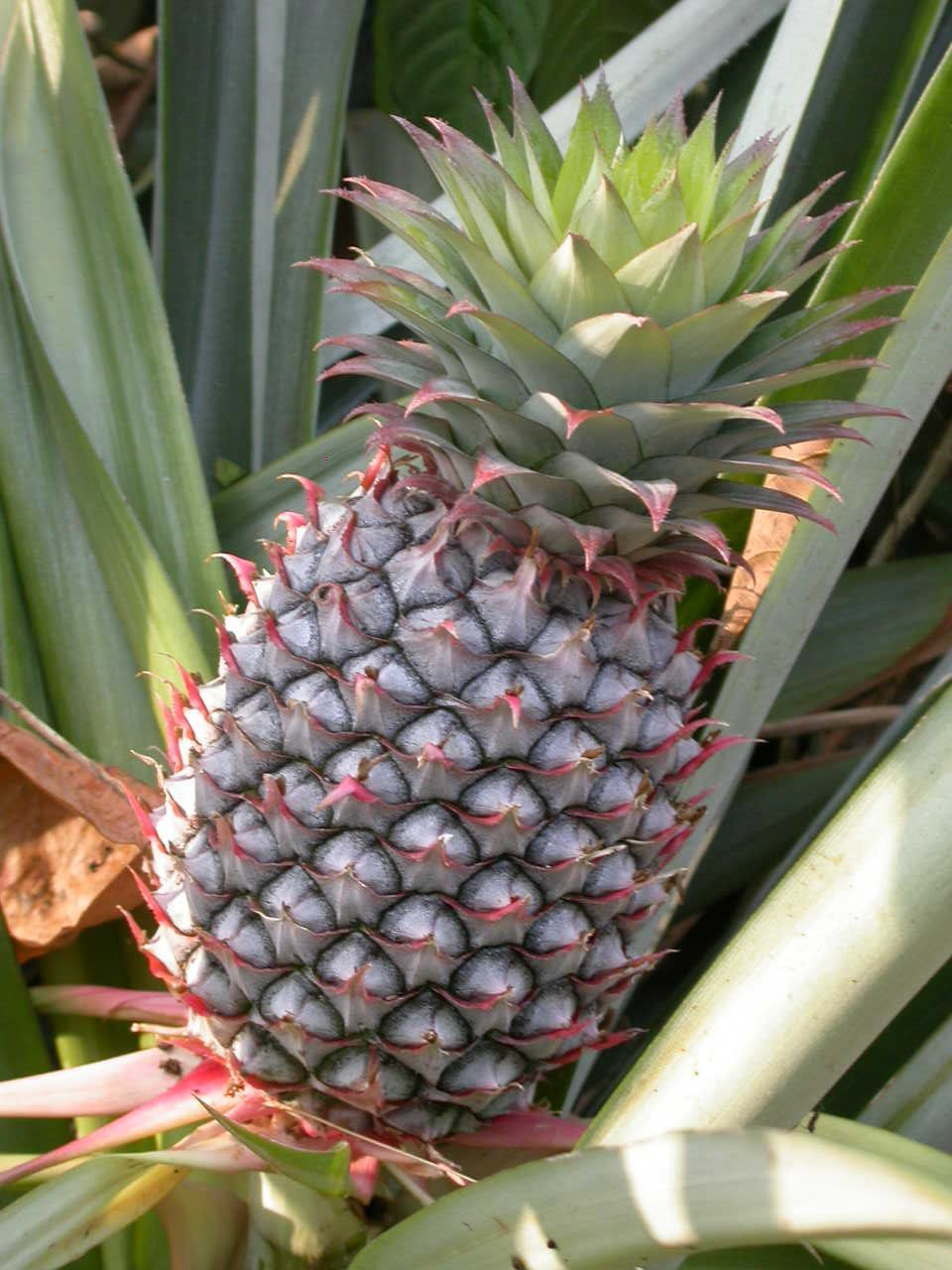
Ananas (Ananas comosus)
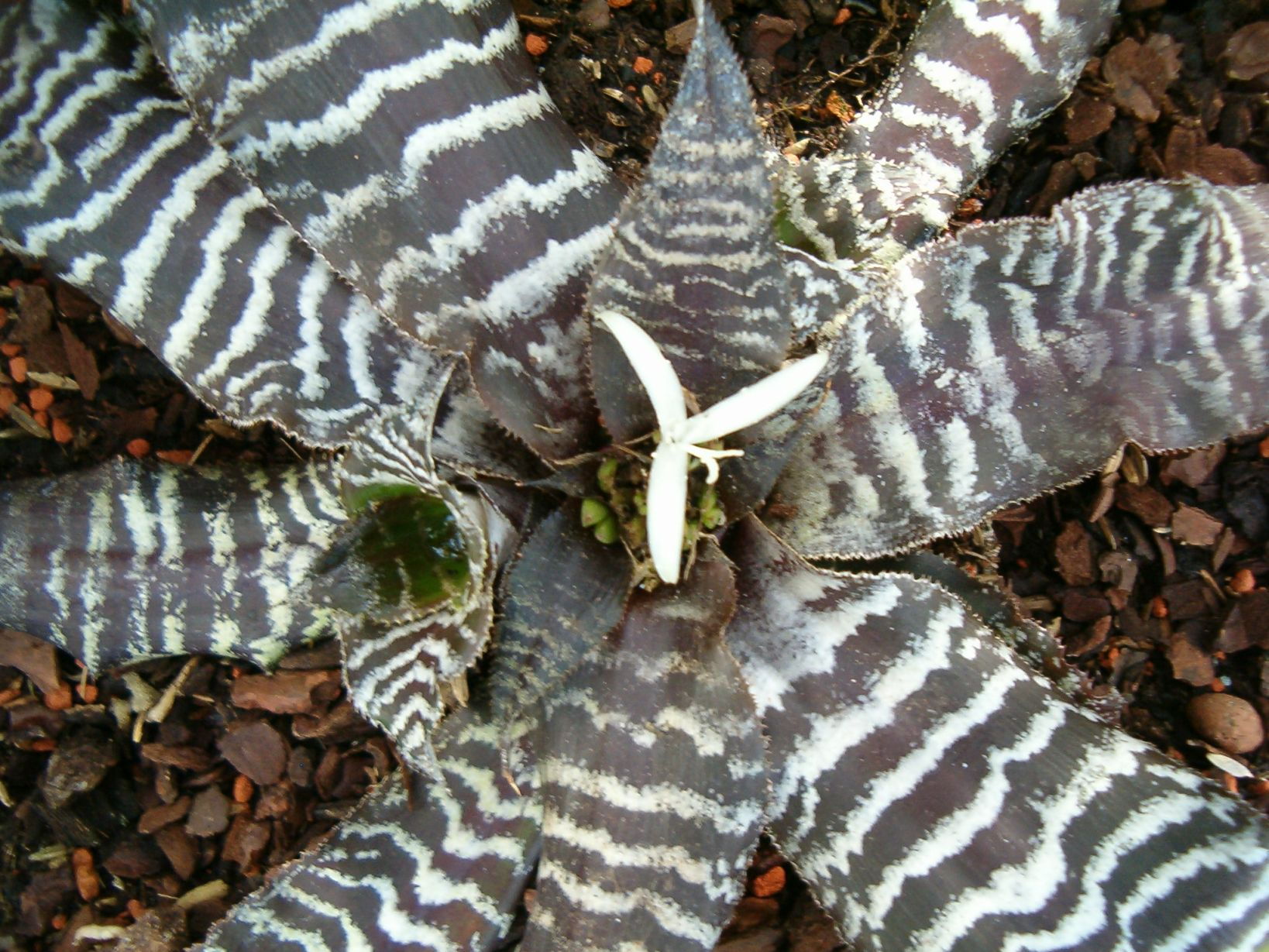
Cryptanthus zonatus
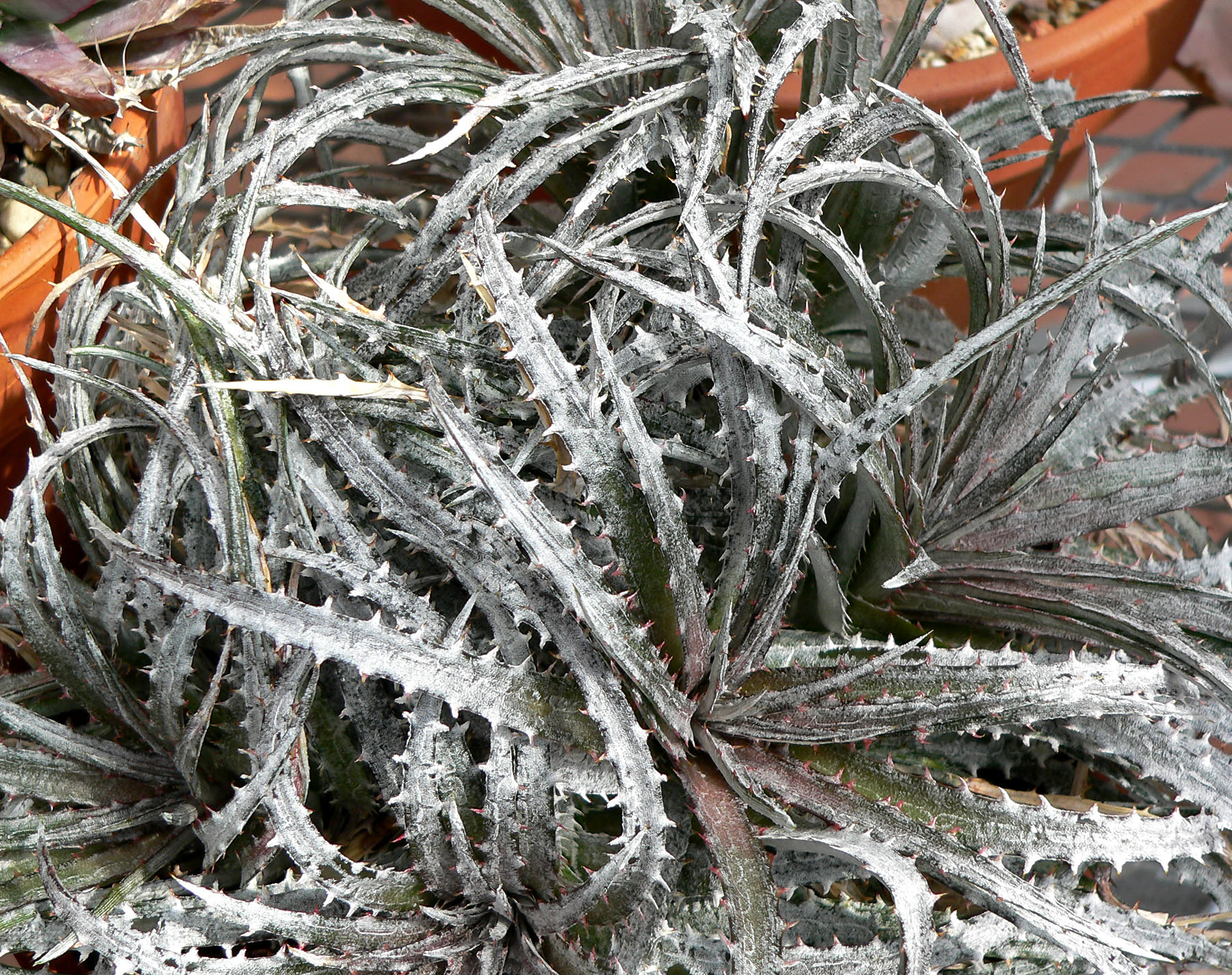
Dyckia fosteriana
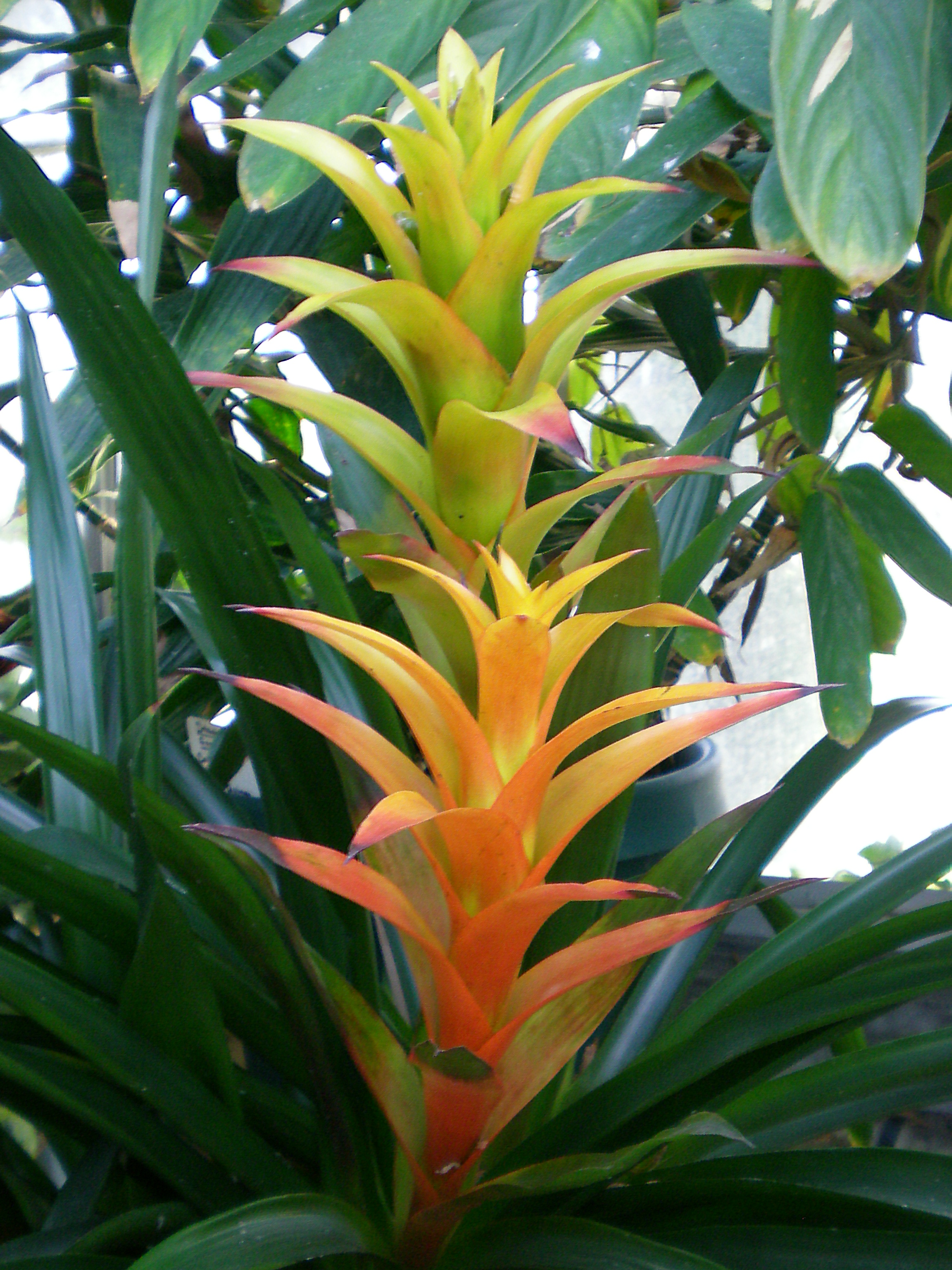
Guzmania
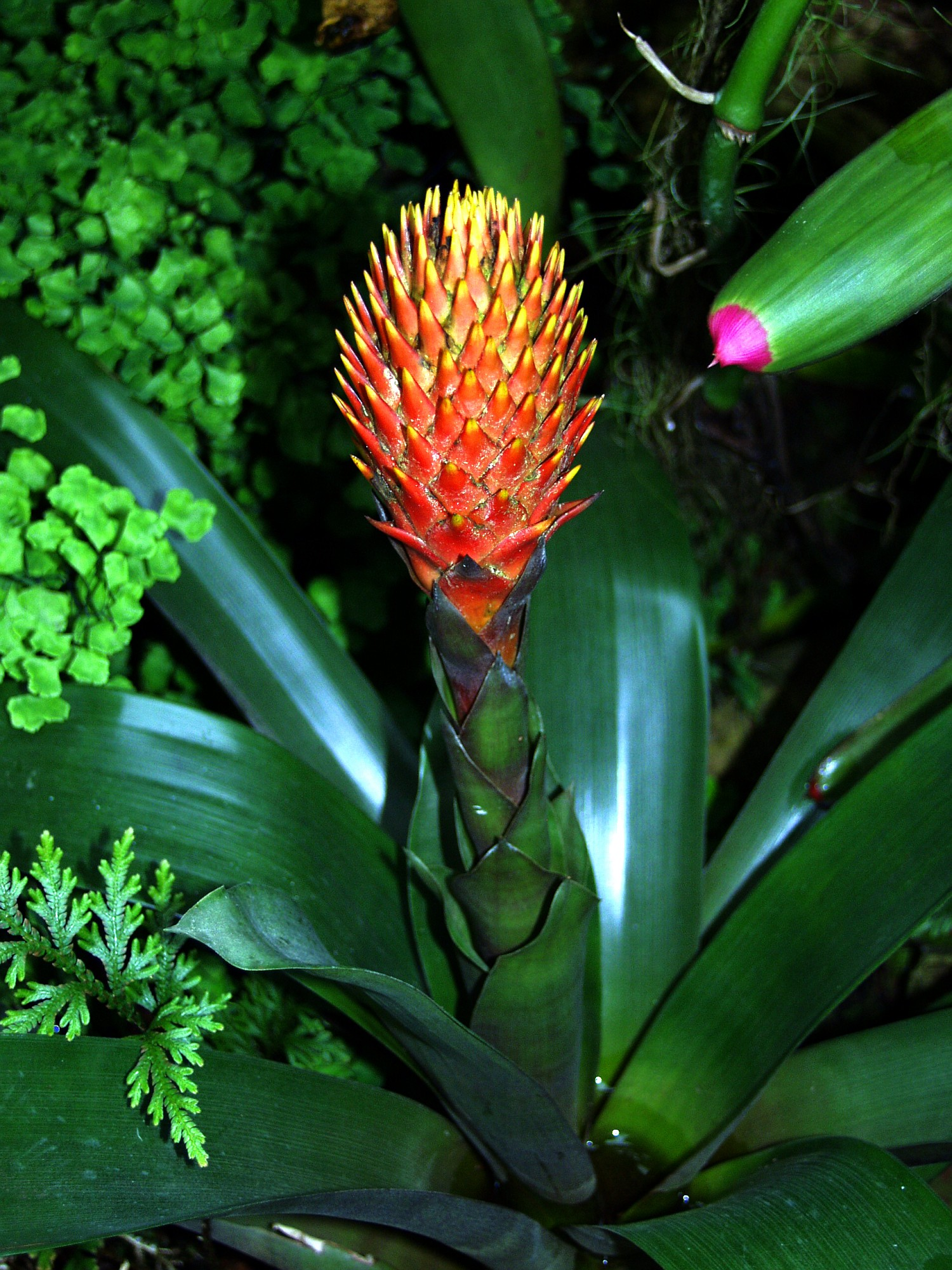
Guzmania conifera
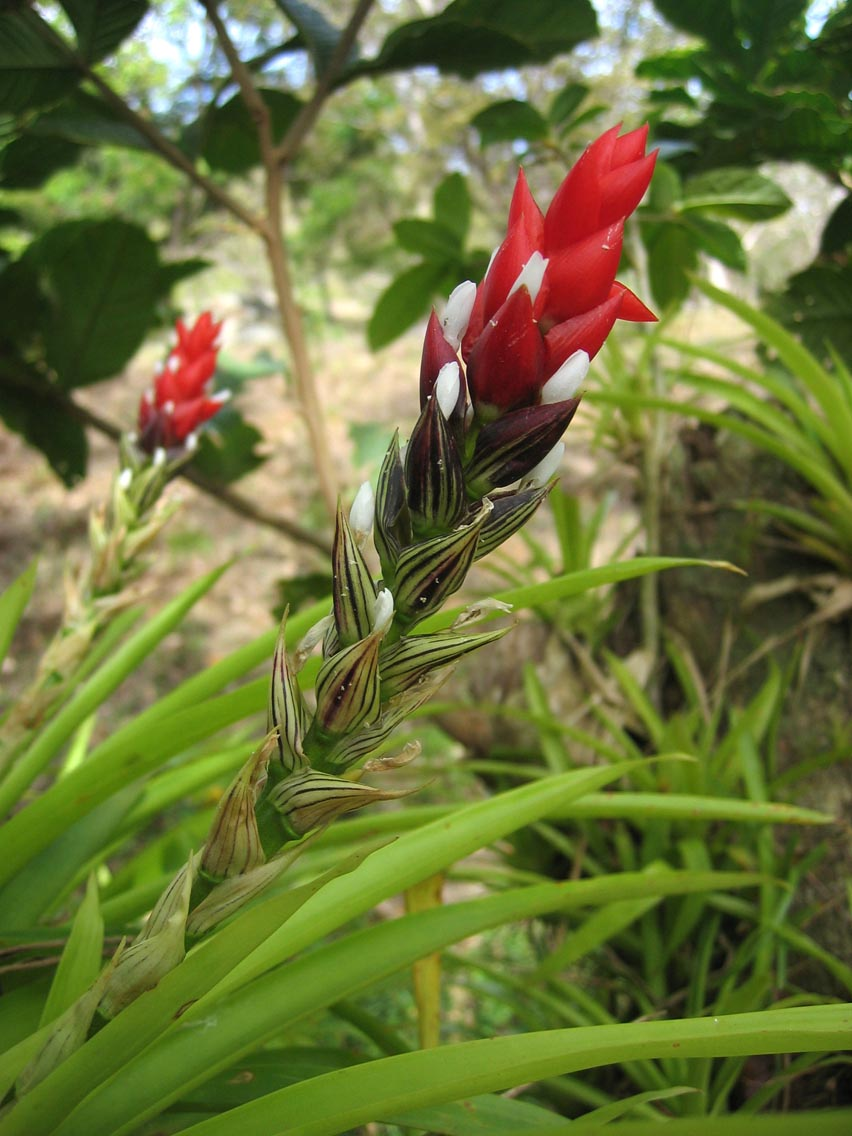
Guzmania monostachia
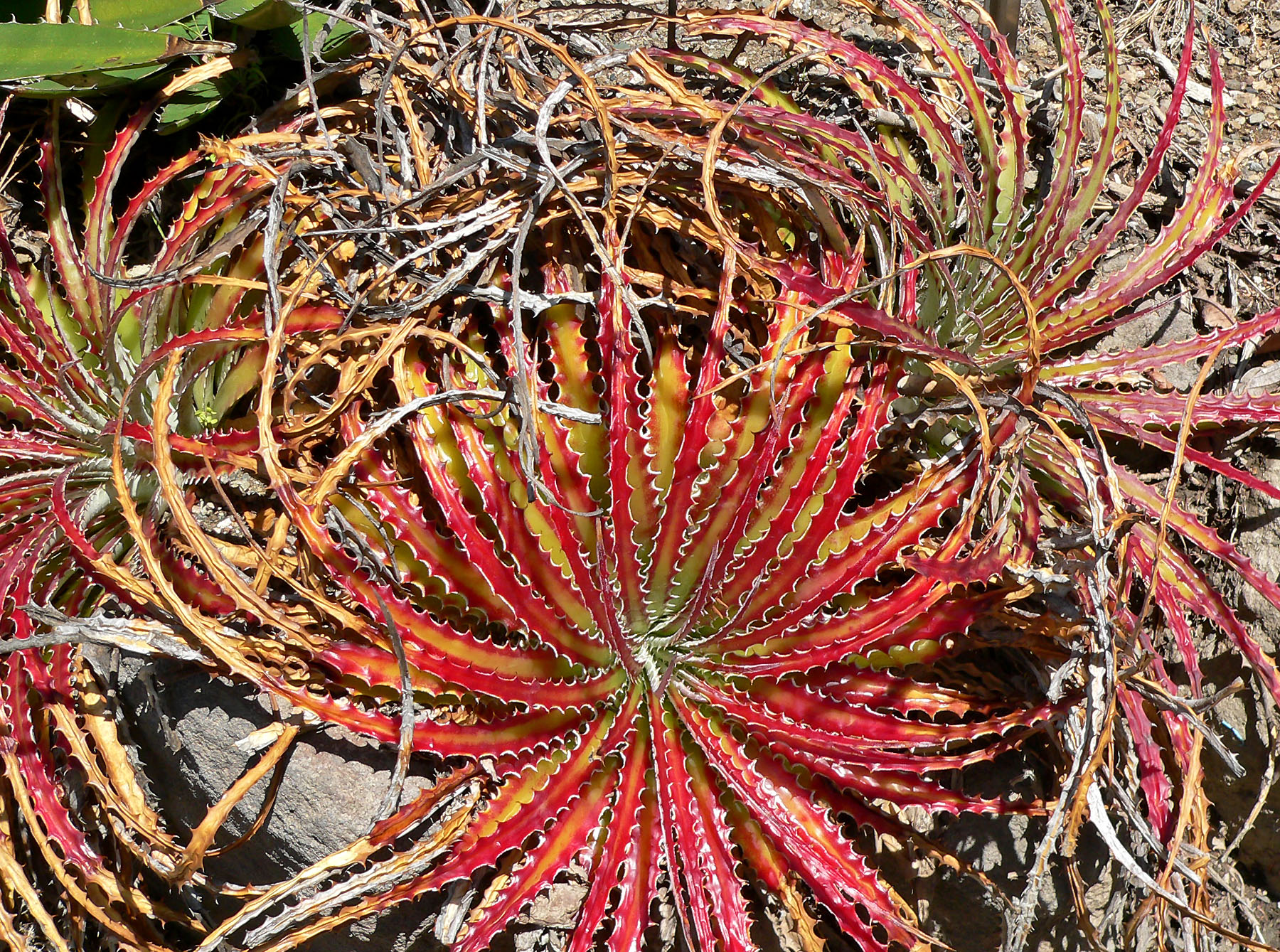
Hechtia texensis
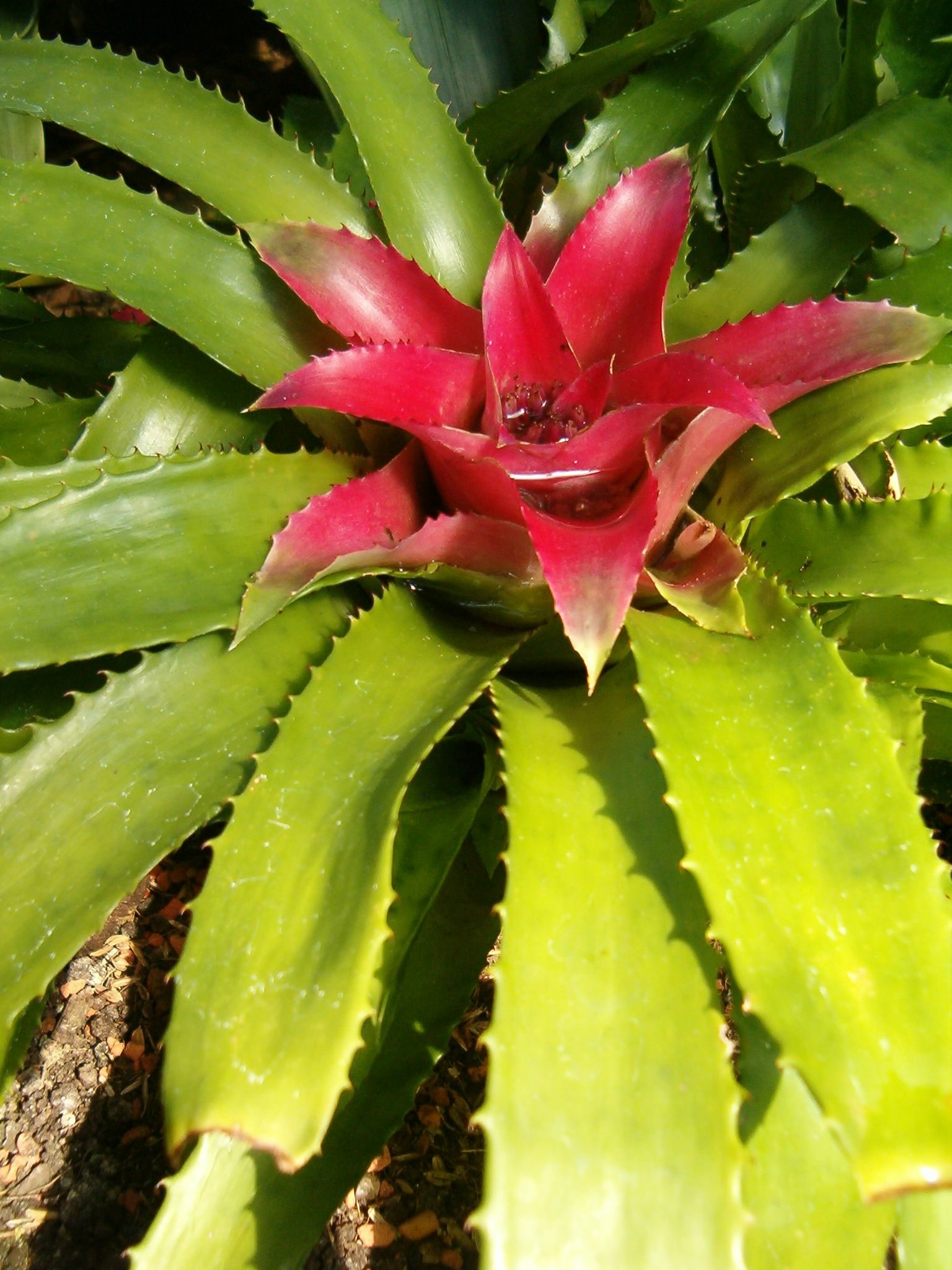
Nidularium fulgens
Puya berteroniana
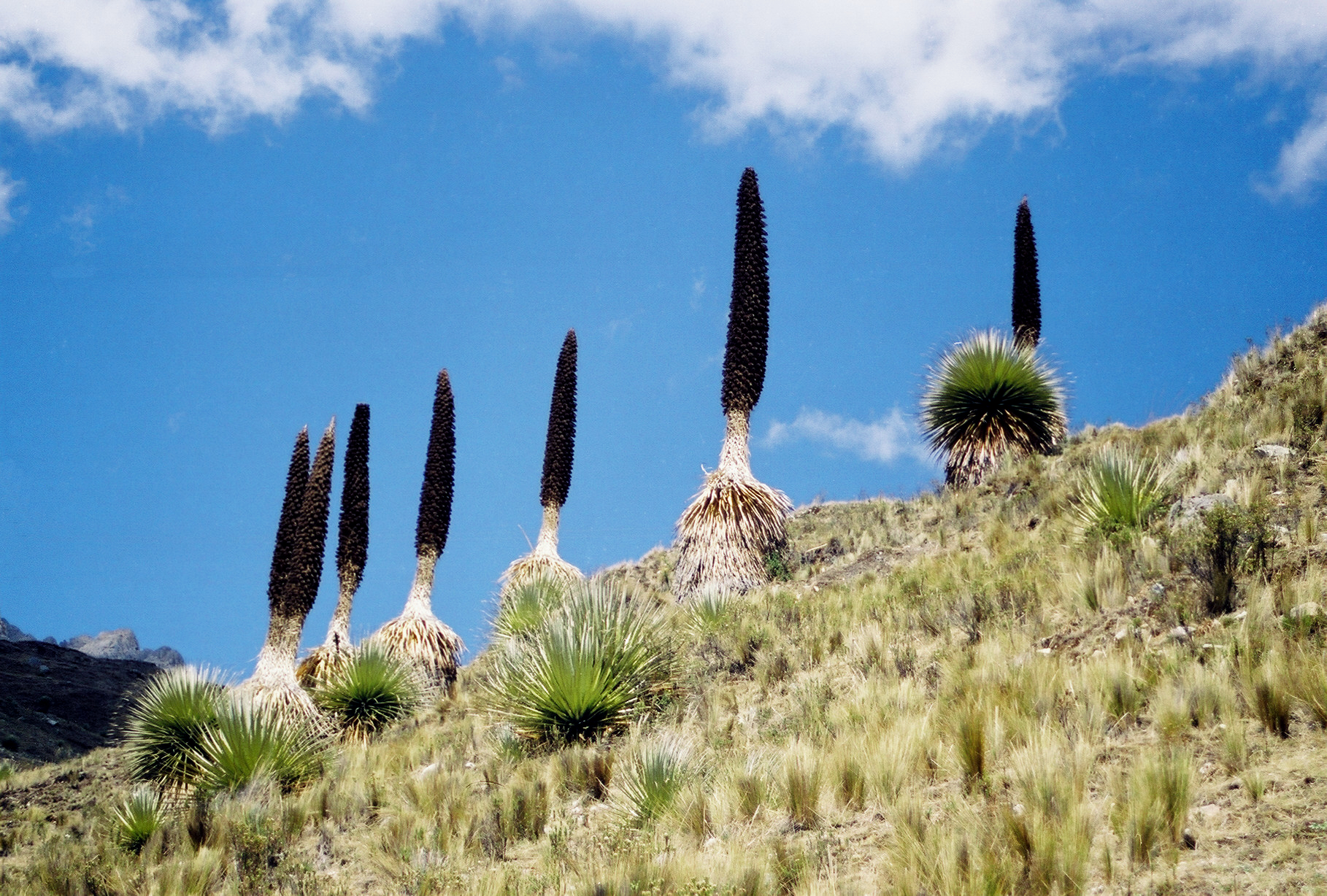
Puya raimondii
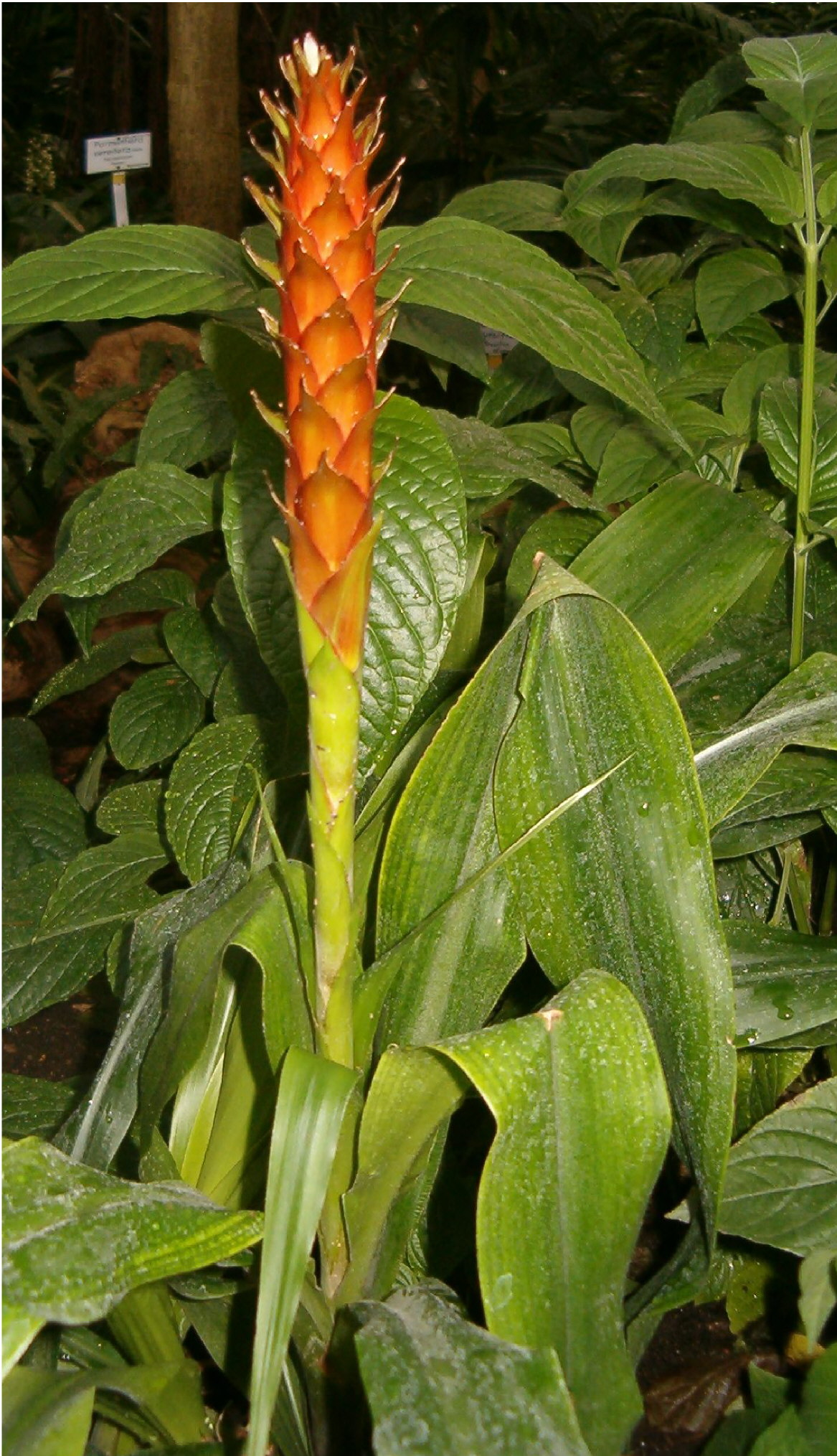
Pitcairnia wendlandii
Spaans mos (Tillandsia usneoides)
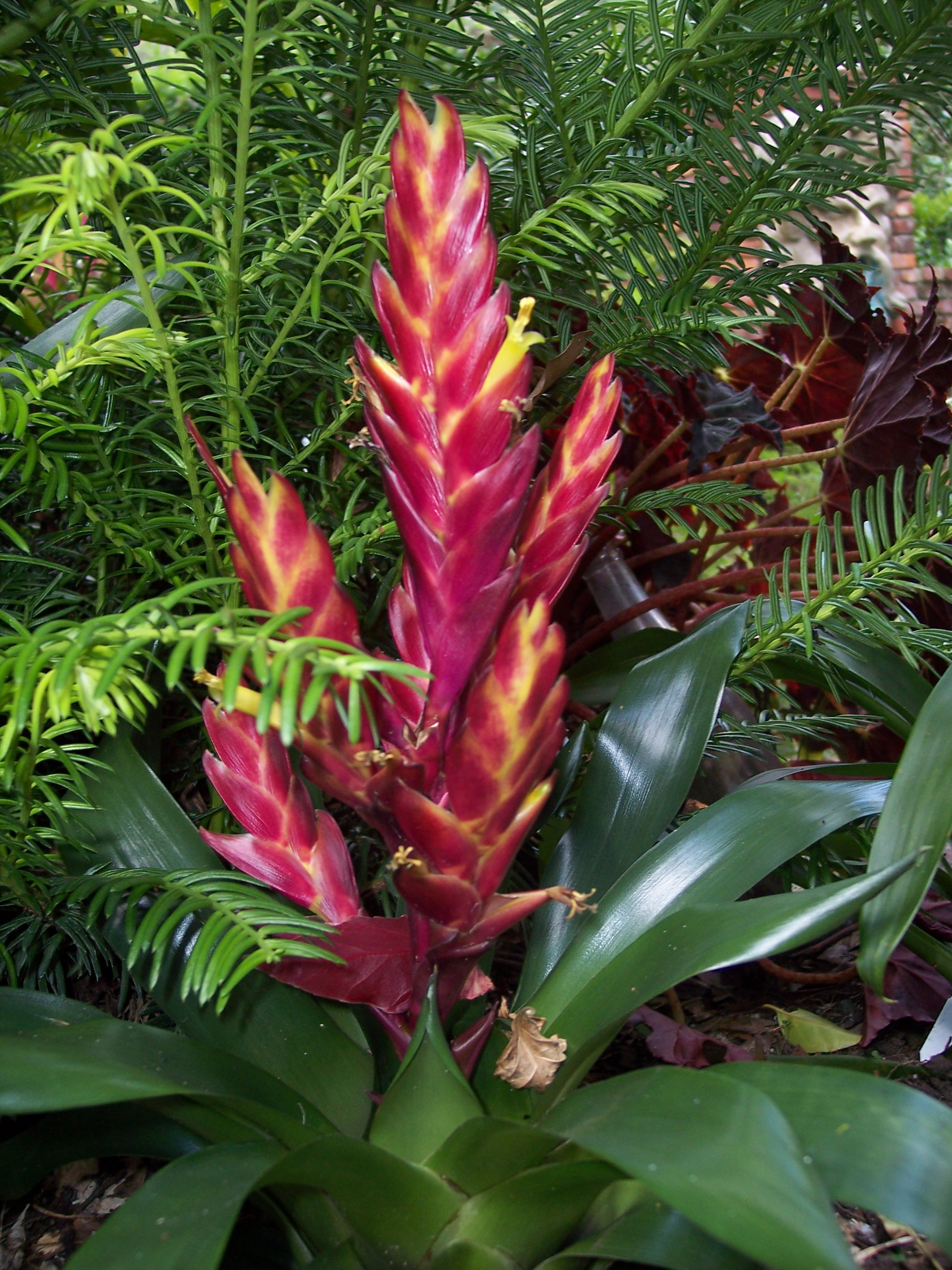
Vriesea
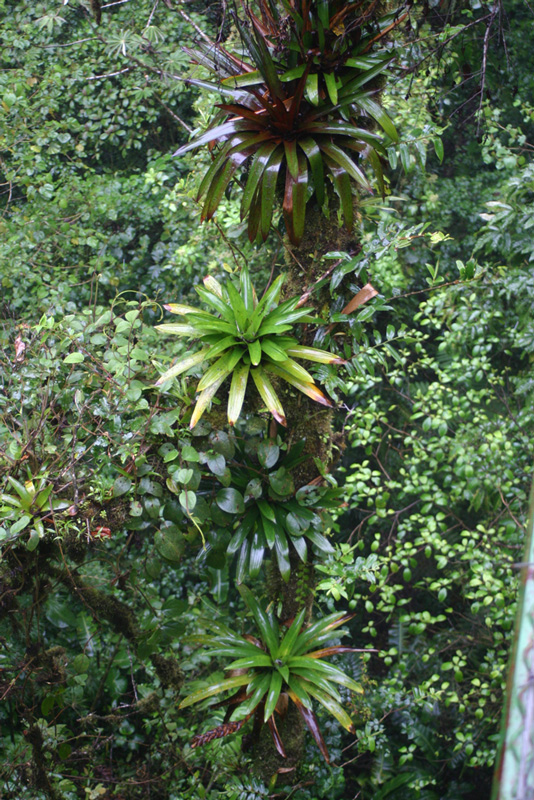
Werauhia in Monteverde (Costa Rica)